# 니쓰키촌
니쓰키촌(新月村)은 1955년까지 일본 미야기현 모토요시군의 북서부에 있던 촌이다. 현재의 게센누마시 서북부에 해당한다.

## 역사
- 1889년 4월 1일  - 정촌제 시행에 수반해 니쓰키촌 단독으로 촌제를 시행하였다.
- 1955년 2월 1일 - 오시마촌, 하시카미촌과 함께 게센누마시에 편입되었다.

## 교통

### 철도
- 일본국유철도 오후나토선
  - 이 노선에는 마을 이름을 딴 니쓰키역이 있지만, 역사의 위치는 니게쓰촌 내가 아니라 서쪽에 위치한 이와테현 히가시이와이군 오리가베촌(현 이치노세키시)에 있었다. 이는 1929년 7월 31일 오리가베역-게센누마역 간 개통 시 그 중간에 위치한 니쓰키촌에도 역을 건설할 예정이었으나, 촌내에 역을 설치할 적당한 장소가 없어 부득이하게 마을 경계를 넘어 오리가베촌으로 100m 정도 들어간 지점에 건설한 데 따른 것이다.

## 참고문헌
- 『新月村誌』（新月村誌編纂委員会、1957）
- 『宮城県町村合併誌』（宮城県地方課、1958）